# مهشید افشارزاده
مهشید افشارزاده (زادهٔ ۱ فروردین ۱۳۴۴ در آبادان) هنرپیشه و کارگردان اهل ایران است.

## زندگی
وی فارغ‌التّحصیل هنر و طرّاحی از دانشگاه خزر جمهوری آذربایجان است و از سال ۱۳۶۵ با شرکت در کلاس‌های تئاتر کانون بانوان به فراگیری تئاتر پرداخت و به مدت دو سال دوره تئاتر را گذراند. در سال ۱۳۶۴ توسط محسن مخملباف برای بازی در فیلم بایسیکل‌ران انتخاب شد و بدین ترتیب فعالیت سینمایی‌اش آغاز شد.

## فیلم‌شناسی

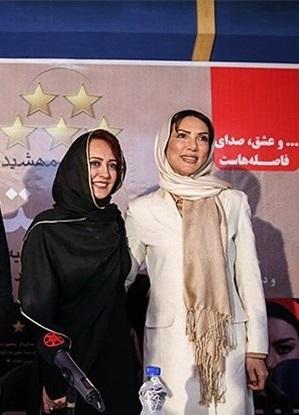
در کنار شیرین بینا در نشست خبری فیلم ۵ ستاره

### کارگردان

#### کوتاه
- آغاز دوم (۱۳۸۰)
- موریانه (۱۳۷۸)
- تحقیقات محلی (۱۳۸۷)

#### بلند
- پنج ستاره (۱۳۹۲)

### بازیگر

#### تلویزیون
- قهر و آشتی (۱۳۹۳)
- ملکوت (۱۳۸۹)
- شب هزار و یکم (۱۳۸۷)
- روزگار قریب (۱۳۸۶)
- شب چراغ (۱۳۸۱)
- همسفر (۱۳۷۸)
- بومرنگ (۱۳۷۶)
- برگ و باد (۱۳۷۶)
- توفان شن (۱۳۷۵)
- آن سفر کرده (۱۳۷۴)
- ارثیه باد (۱۳۷۲)
- ایستادن در باد (۱۳۶۸)
- آئینه (فصل سوم) (۱۳۶۶)

#### سینما
| - ارثیه فامیلی (۱۳۹۹) - خواب یک ستاره (۱۳۹۰) - سپید و سیاه (۱۳۸۸) - عیار ۱۴ (۱۳۸۷) - کمال عدل (۱۳۸۰) - آقای رئیس‌جمهور (۱۳۷۹) - آی پارا (۱۳۷۷) - خط‌ها و سایه‌ها (۱۳۷۷) - علف‌های هرز (۱۳۷۷) - توفان شن (۱۳۷۵) | - روز دیدار (۱۳۷۴) - انتهای قدرت (۱۳۷۳) - شریک زندگی (۱۳۷۳) - بلوف (۱۳۷۲) - شاهین طلایی (۱۳۷۲) - یاران (۱۳۷۲) - مردی در آینه (۱۳۷۱) - مستأجر (۱۳۷۱) | - شقایق (۱۳۷۰) - افسانه آه (۱۳۶۹) - آخرین پرواز (۱۳۶۸) - بچه‌های طلاق (۱۳۶۸) - دخترم سحر (۱۳۶۸) - افسون (۱۳۶۷) - دوران سربی (۱۳۶۷) - بایسیکل‌ران (۱۳۶۶) |

## جوایز و افتخارات
- کاندید سیمرغ بلورین بهترین بازیگر نقش مکمل زن سال ۱۳۶۷ در جشنواره فیلم فجر برای فیلم بای سیکل ران
- کاندید بهترین زن نقش اول در جشنواره صدا و سیما ۱۳۸۰ برای فیلم آقای رئیس‌جمهور
- برنده بهترین فیلم اجتماعی سال ۱۳۷۸ برای فیلم موریانه
- کاندید بخش مسابقه جشنواره فیلم شهر برای فیلم تحقیقات محلی
- برنده جایزه بهترین فیلم اجتماعی در جشنواره آینه و آفتاب سال ۱۳۸۲ برای فیلم آغاز دوم
- کاندید بهترین فیلم، بهترین فیلمنامه و بهترین کارگردانی در جشنواره خانه سینما ۱۳۹۳ برای فیلم پنج ستاره